# Michael Jansson
Michael Jansson, född 15 mars 1973 i Degerfors, är en svensk skådespelare och musikalartist. Jansson är uppvuxen i Trollhättan och bor sedan 2010 i Göteborg.
Jansson är utbildad på Balettakademiens yrkesutbildning för musikalartister i Göteborg 1995–1998 och har sedan dess medverkat i en rad produktioner på teatrar runt om i Sverige. Han har setts i Melodifestivalens mellanakt2007.
2011 medverkade Jansson som Snor-Anders i Åsa-Nisse – wälkom to Knohult och som Manfred i Göteborgsoperans uppsättning av Sunset Boulevard.

## Teater

### Roller
| År   | Roll                          | Produktion                                                                             | Regi                              | Teater                   |
| ---- | ----------------------------- | -------------------------------------------------------------------------------------- | --------------------------------- | ------------------------ |
| 1999 | Snow Boy                      | West Side Story Leonard Bernstein, Stephen Sondheim och Arthur Laurents                | Staffan Aspegren                  | Göteborgsoperan          |
| 1999 | Chefen                        | Mega Johan Althoff , Erik Vårdstedt och Alex Svenson-Metés                             | Pernilla Glaser                   | Göteborgsoperan          |
| 2000 | Plåtmannen                    | Trollkarlen från Oz                                                                    | T.J. Rizzo                        | Lisebergsteatern         |
| 2001 | Miles Gloriosus               | En kul grej hände på väg till Forum Stephen Sondheim, Burt Shevelove och Larry Gelbart | Staffan Aspegren                  | Östgötateatern           |
| 2002 | Pilatus                       | Jesus Christ Superstar Andrew Lloyd-Webber och Tim Rice                                | Inger Åby                         | Sörmlands musik & teater |
| 2003 | Riff                          | West Side Story Leonard Bernstein, Stephen Sondheim och Arthur Laurents                | Ronny Danielsson                  | Malmö Opera              |
| 2005 | Remmy                         | Kharmen Georges Bizet                                                                  | Rikard Bergqvist                  | Göteborgs Stadsteater    |
| 2005 | Valentin                      | Spindelkvinnans kyss John Kander, Fred Ebb och Terrence McNally                        | Ronny Danielsson                  | Malmö Opera              |
| 2006 | Trazan                        | Banankontakt Lasse Åberg, Janne Schaffer och Björn J:son Lindh                         | Sven-Åke Gustavsson               | Malmö Opera              |
| 2007 | Ensemble                      | Rivierans Guldgossar David Yazbek och Jeffrey Lane                                     | Bo Hermansson                     | Cirkus, Stockholm        |
| 2008 | Mickey Johnston               | Blodsbröder Willy Russel                                                               | Elisabet Ljungar                  | Malmö Opera              |
| 2008 | Ensemble                      | My Fair Lady Frederick Loewe och Alan Jay Lerner                                       | Tomas Alfredson                   | Oscarsteatern            |
| 2009 | Häst-Harry                    | Guys And Dolls Frank Loesser, Joe Swerling och Abe Burrows                             | Hans Berndtsson                   | Göteborgsoperan          |
| 2010 | Manfred                       | Sunset Boulevard Andrew Lloyd Webber, Don Black och Christopher Hampton                | Anthoula Papadakis Shaun Kerrison | Göteborgsoperan          |
| 2011 | Medverkande                   | Hagmans Konditori Claes Eriksson                                                       | Claes Eriksson                    | Lorensbergsteatern       |
| 2012 | Medverkande                   | Hagmans Konditori Claes Eriksson                                                       | Claes Eriksson                    | Intiman                  |
| 2012 | Jakob den äldre               | Jesus Christ Superstar Andrew Lloyd-Webber och Tim Rice                                | Ronny Danielsson                  | Göta Lejon               |
| 2013 | Riff                          | West Side Story Leonard Bernstein, Stephen Sondheim och Arthur Laurents                | Ronny Danielsson                  | Stockholms Stadsteater   |
| 2014 | Liberius Viktor Komarovskij   | Doktor Zjivago Lucy Simon, Michael Korie, Amy Powers och Michael Weller                | Ronny Danielsson                  | Malmö Opera              |
| 2015 | Ensemble                      | Top Hat Irving Berlin, Dwight Taylor och Allan Scott                                   | Sissela Kyle Hans Marklund        | Malmö Opera              |
| 2016 | Mr Braithwaite, balettpianist | Billy Elliot the Musical Lee Hall och Elton John                                       | Ronny Danielsson                  | Malmö Opera              |
| 2016 | Richard Bailey                | Kinky Boots Cyndi Lauper och Harvey Fierstein                                          | Ronny Danielsson                  | Malmö Opera              |
| 2017 | Steffen                       | Tänk om Tom Kitt och Brian Yorkey                                                      | Philip Zandén                     | Malmö Opera              |
| 2017 | Lejser Wolf, slaktare         | Spelman på taket Jerry Bock, Sheldon Harnick och Joseph Stein                          | Orpha Phelan                      | Malmö Opera              |
| 2018 | Karl den store                | Pippin Stephen Schwartz och Roger O Hirson                                             | Ronny Danielsson                  | Malmö Opera              |
| 2018 | Shrank                        | West Side Story Leonard Bernstein, Arthur Laurents och Stephen Sondheim                | Kasper Holten                     | Malmö Opera              |
| 2019 | Herr Wormwood                 | Matilda Tim Minchin och Dennis Kelly                                                   | Elisabeth Linton                  | Malmö Opera              |
| 2019 | Lumière                       | Skönheten och odjuret Alan Menken, Howard Ashman, Tim Rice och Linda Woolverton        | Linus Fellbom                     | Malmö Opera              |
| 2020 | Tom Keeney                    | Funny Girl Jule Styne, Bob Merrill och Isobel Lennart                                  | Ronny Danielsson                  | Malmö Opera              |
| 2021 | Georg von Trapp               | Sound of Music Richard Rodgers, Oscar Hammerstein, Howard Lindsay och Russel Crouse    | Heinrich Christensen              | Malmö Opera              |

## Filmografi
- 2012 – Johan Falk: De 107 patrioterna
- 2012 – Middag med familjen